# St Fagans
St Fagans (walisisch: Sain Ffagan) ist ein Dorf und eine Community in der südwalisischen Principal Area City and County of Cardiff. Der Name St Fagans wird vor allem mit dem hier ansässigen Museum of Welsh Life verbunden.

## Geographie
Die Community St Fagans liegt in Südwales im äußersten Westen der City and County of Cardiff, außerhalb der Stadtgrenzen von Cardiff. Sie besteht im Wesentlichen aus Freiland und Wäldern. Abgesehen von Einzelsiedlungen  sind Rhydlafar im Norden, das namensgebende St Fagans in der Mitte sowie Ausläufer des Cardiffer Stadtteils Michaelston-super-Ely im Süden. Durch die Community verlaufen mehrere Bäche und Flüsse, darunter der Nant Gwladys im Norden sowie der River Ely im Süden. Die Community grenzt im Süden an die Community Ely, im Osten an Fairwater und Llandaff in Cardiff, im Norden an Radyr and Morganstown und Pentrych und im Osten St Georges super Ely, das bereits im Vale of Glamorgan liegt. Wahlkreistechnisch gehört die Community zum britischen Wahlkreis Cardiff West bzw. zu dessen walisischem Pendant.
Das Dorf St Fagans liegt mehr oder wenig mittig in der Community am nördlichen Ufer des River Ely. Östlich des Dorfes liegt direkt das Freilichtmuseum Museum of Welsh Life, im Westen dagegen erstrecken sich Waldgebiete und Grünflächen. Nur gut ein Zehntel der Menschen der Community leben im namensgebenden Dorf, welches nur 282 Einwohner hat. Das Dorf liegt auf nur etwa 30 Metern über dem Meeresspiegel.

## Geschichte
Das Dorf hat seinen Ursprung in einem Anwesen, das sich bis ins 12. Jahrhundert zu einem gewissen Sir Peter de Vele zurückverfolgen lässt. 1648 kam es bei dem Dorf zur Schlacht von St Fagans, die Teil des englischen Bürgerkrieges war. Später kam das Anwesen in den Besitz von William Amherst, 1. Earl Amherst, ehe es Wohnort von Harriet Windsor-Clive, 13. Baroness Windsor, wurde. Zu jener Zeit bemühte sich der Politiker Robert Windsor-Clive, ein Verwandter der Baroness Windsor, um eine Sanierung des Dorfes, sodass Anfang der 1870er mehr als fünfhundert Menschen in dem und um dem Dorf lebten. Im 20. Jahrhundert entwickelte sich auf dem Gebiet des Anwesens, der St Fagans Castle, das Museum of Welsh Life.
Einwohnerzahlen
| Jahr      | 1801 | 1811 | 1821 | 1831 | 1841 | 1851 | 1861 | 1871 | 1881 | 1891 | 1901 | 1911 | 1921 | 1931 | 1941 | 1951 | 1961 | 1971 | 1981 | 1991 | 2001 | 2011 |
| --------- | ---- | ---- | ---- | ---- | ---- | ---- | ---- | ---- | ---- | ---- | ---- | ---- | ---- | ---- | ---- | ---- | ---- | ---- | ---- | ---- | ---- | ---- |
| Einwohner | 365  | 397  | 510  | 446  | 424  | 515  | 506  | 536  | 483  | 490  | 507  | 549  | 511  | 477  | ?    | 402  | 709  | ?    | ?    | ?    | ?    | 2011 |

## Infrastruktur
Bedeutendste Infrastruktur der Community ist natürlich das Museum of Welsh Life, eines der bedeutendsten Freilichtmuseen in Europa. Darüber hinaus gibt es nahe dem Dorf St Fagans auch einen Cricketclub.

## Verkehr
Durch die Community verlaufen zahlreiche, wenn auch meist kleinere Straßen. Die einzige größere Straße, die direkt durch die Community führt, ist die A4119 road im Nordteil. Allerdings verlaufen größere Straßen auf den Grenzen der Community, so an der Westgrenze die A4232 road und an der Nordgrenze der Motorway M4. Darüber hinaus durchquert auch die South Wales Main Line die Community, hat dort aber keinen Haltepunkt. Darüber hinaus halten zwei Buslinien in St Fagans.

## Bauwerke
In der Community St Fagans wurden insgesamt 102 Gebäude in die Statutory List of Buildings of Special Architectural or Historic Interest aufgenommen. Ein Großteil davon sind Gebäude auf dem Gelände des Freilichtmuseums, weitere recht große Anteile entfallen auf Farmhäuser und Cottages.

## Persönlichkeiten
Söhne und Töchter des Dorfes
- Tannatt William Edgeworth David (1858–1934), britisch-australischer Geologe, Landvermesser und Polarforscher

Mit St Fagans verbunden
- Iorwerth Peate (1901–1982), Volkskundler, Schriftsteller und Leiter des Museums of Welsh Life, liegt in St Fagans begraben[6]